# Sant Tirs de Pinell
Sant Tirs de Pinell és la capella de la masia homònima del municipi de Pinell de Solsonès (Solsonès) inclosa a l'Inventari del Patrimoni Arquitectònic de Catalunya.

## Situació
La masia amb la seva capella, separades per un centenar de metres, es troben a la part nord del terme municipal, dalt de la llarga carena que es forma entre el barranc de Sant Tirs, al nord, i el de Pinell, al sud.
Per anar-hi: al punt quilomètric 96 de la carretera C-26 (Bassella - Solsona), en l'indret conegut com "La Trinxera"(42° 00′ 52″ N, 1° 26′ 27″ E / 42.014418°N,1.440749°E), es pren la carretera asfaltada en direcció a "Madrona". Al cap d'1,5 km. s'arriba a un triple desviament. Es pren la carretera de l'esquerra on un plafó indica, entre d'altres, "Sant Tirs 6,1". L'església està a peu de carretera i la masia darrere seu més elevada. Aquesta carretera segueix cap a Madrona i acaba al km. 130,3 de la carretera C-14 (Eix Tarragona - Andorra).

## Descripció

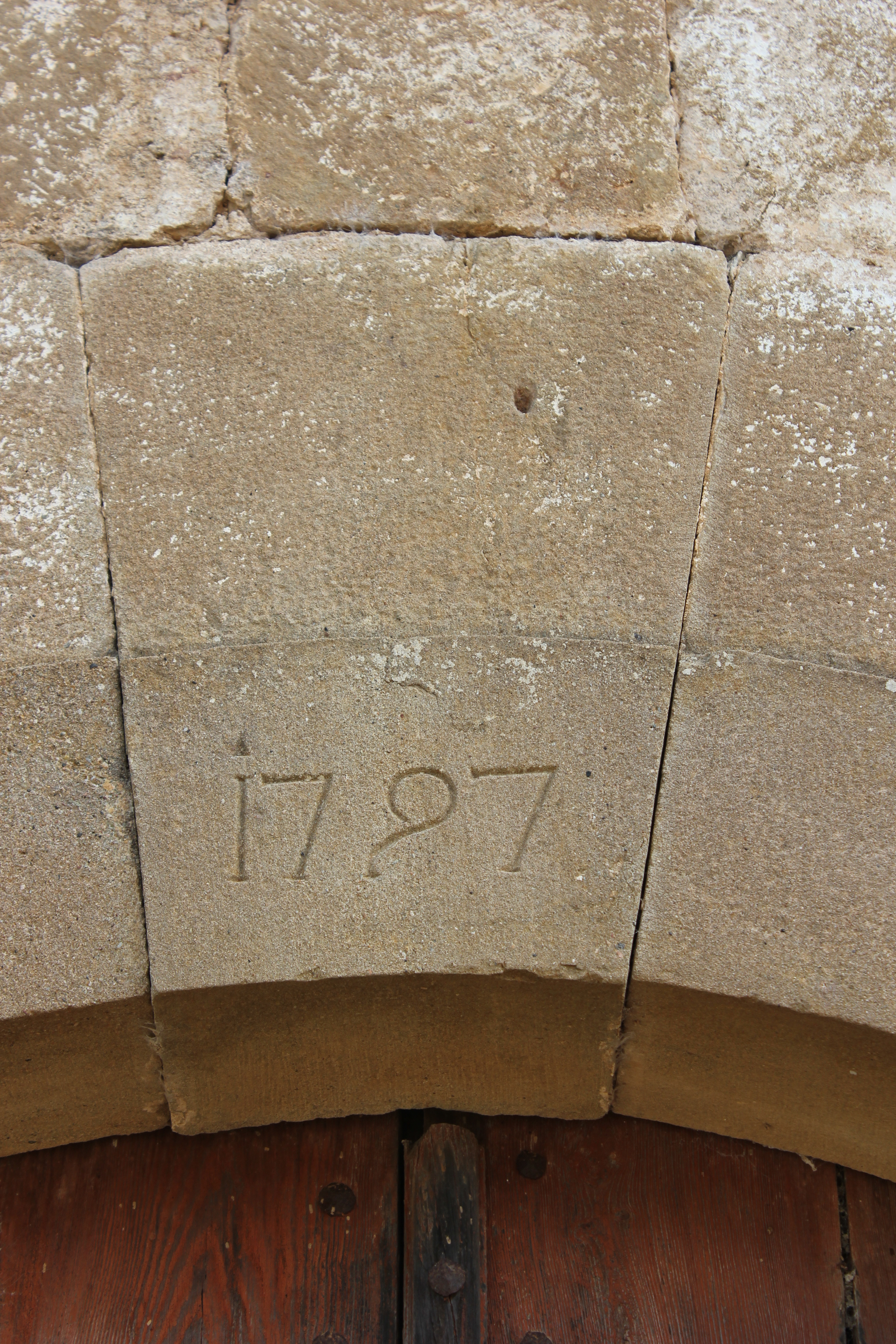
Clau del portal

Església de planta rectangular, edificada a sobre d'una antiga església de la qual s'aprecia una part en el frontal. A l'interior, hi ha una volta de guix amb llunetes i dos arcosolis al costat de l'absis, que és pla. A sobre de l'entrada hi ha el cor suportat per una volta. A la façana principal s'obre la porta d'arc escarser adovellat, per sobre una petita finestra circular i, rematant la façana, un petit campanar d'espadanya d'un ull.

## Història
L'any 1093, Ramon Guitart de la família Pinell i la seva dona Ermengarda va proveir de terres a l'església de Sant Tirs.

## Celebracions
- Durant la segona pasqua hi té lloc un aplec.